# 조재용
조재용(1984년 4월 21일 ~ )은 대한민국의 축구 선수이며 포지션은 수비수이다.

## 축구인 경력

### 선수 경력
2007년 경남 FC에 입단하여 3시즌 간 활약하였으나 주전 경쟁에서 밀려 리그 8경기 출전에 그쳤다. 2009 시즌 종료 후 군 입대를 결정하고 광주 상무에 입단하였다. 상무에서 2시즌 가까이 몸담으며 3경기에 출전하였다.